# Lanová dráha Bohosudov – Komáří vížka
Sedačková lanová dráha Bohosudov – Komáří vížka je sedačková lanová dráha vedoucí ze severočeského města Krupky, respektive jeho části Bohosudov, na Komáří vížku, jeden z vrcholů Krušných hor. Byla zprovozněna v roce 1952, jedná se tak nejstarší provozovanou osobní visutou lanovou dráhu v Česku a zároveň jde o nejdelší osobní lanovku v Česku. Od roku 2013 je chráněna jako kulturní památka České republiky. Jejím současným provozovatelem je městská společnost Sport Krupka.

## Historie
S prvním návrhem na lanovou dráhu vedoucí na Komáří vížku přišel již hrabě Westfalen v roce 1838, lanovka tehdy měla usnadnit obyvatelům horských obcí přístup do podhůří. V roce 1903 byly zahájeny přípravy pro stavbu, zastavila je však první světová válka. Další projekt se objevil v roce 1932, podle kterého měla být vystavěna pozemní lanovka, jež by přes noc mohla vytahovat nákladní automobily a jiné těžké náklady; jeho realizaci opět zhatila válka.
Výstavba současné lanovky proběhla na začátku 50. let a zprovoznění se dočkala 25. května 1952. Dne 1. července 1953 převzaly provoz lanovky na Komáří vížku Československé státní dráhy.
V 80. letech proběhla částečná rekonstrukce dráhy. V letech 1982 a 1983 byla zmodernizována strojovna, mezi lety 1986 a 1988 proběhla výměna kladkových baterií. V roce 1996 byla lanovka zprivatizována, od 1. května 1996 do 1. července 2009 ji vlastnila firma Dragon Trade, s. r. o., která ji prodala městu Krupce, jehož společnost Sport Krupka, s. r. o. dráhu nadále provozuje.
Dne 23. září 2013 byla lanovka prohlášena kulturní památkou České republiky. Památkově chráněny jsou obě stanice a technické zařízení dráhy. V květnu 2022 jí jako první v Česku udělil Drážní úřad status historické lanové dráhy.

## Technické parametry
Jedná se o osobní visutou jednolanovou dráhu oběžného systému s odpojitelným uchycením dvoumístných sedaček. Je dlouhá 2348 m (šikmá, tedy skutečná délka), vodorovná délka činí 2336 m a převýšení 480 m. Dolní stanice Bohosudov (též Krupka) se nachází v nadmořské výšce 326 m, horní stanice Komáří vížka (či Komáří hůrka nebo Kněžiště) v 806 m n. m. Dopravní rychlost lanovky je 2,5 m/s, jízda tak trvá 15,5 min a za hodinu zvládne jedním směrem přepravit 226 cestujících. Dráha má 60 dvoumístných sedaček a 29 podpěr (čtyři tlačné, ostatní nosné).
Výrobcem je národní podnik Transporta Chrudim podle licence švýcarské firmy Von Roll. Stejný systém byl tehdy použit např. i na lanovce na Sněžku.
Jedná o nejdelší osobní visutou lanovou dráhu v Česku (tzv. dvouúsekové lanovky jsou vlastně dvě na sobě nezávislé dráhy, proto jejich souhrnnou délku nelze započítat). Delší lanovkou je pouze nákladní lanovka Černý Důl – Kunčice nad Labem (a v minulosti i několik dalších dnes již zrušených nákladních lanových drah).

## Provoz
Provoz lanové dráhy na Komáří vížku je zajišťován celoročně, výjimkou je období pravidelných oprav a revizí. V období 1. dubna až 30. září jezdí od 8,30 do 18,30 hod, mezi 1. říjnem a 31. březnem končí provoz již v 16,30 hod. Odjezdy jsou konány vždy ve 30. minutě každé hodiny. Jedna jízda stála v roce 2005 50 Kč, v roce 2008 již 80 Kč. Existuje např. sleva pro děti či zpáteční jízdné. Na lanovce je také možné přepravovat jízdní kola.
Za rok vyveze lanovka na Komáří vížku 40 000 až 50 000 cestujících a 10 000 jízdních kol.

## Galerie

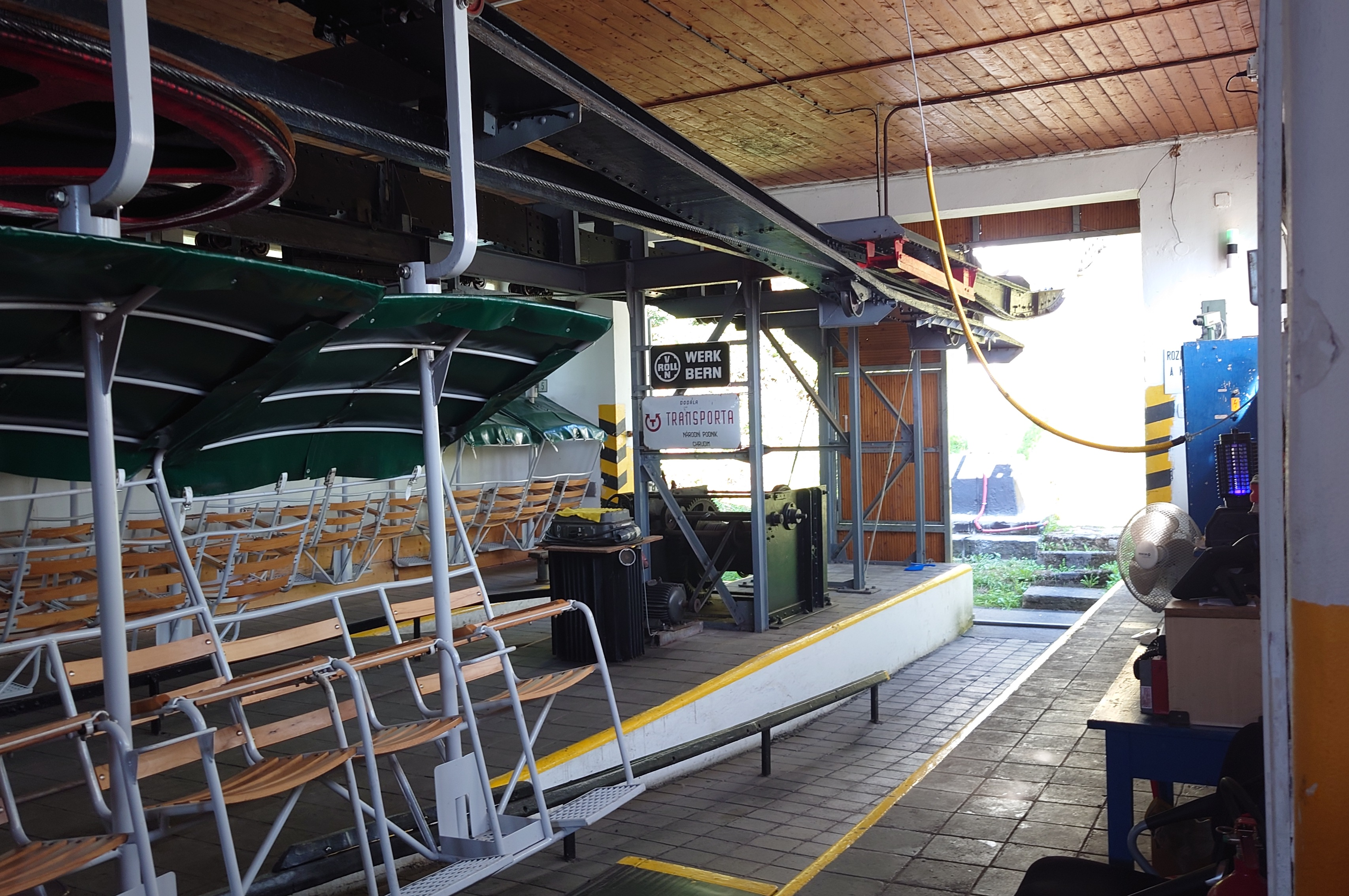
Stanice Bohosudov
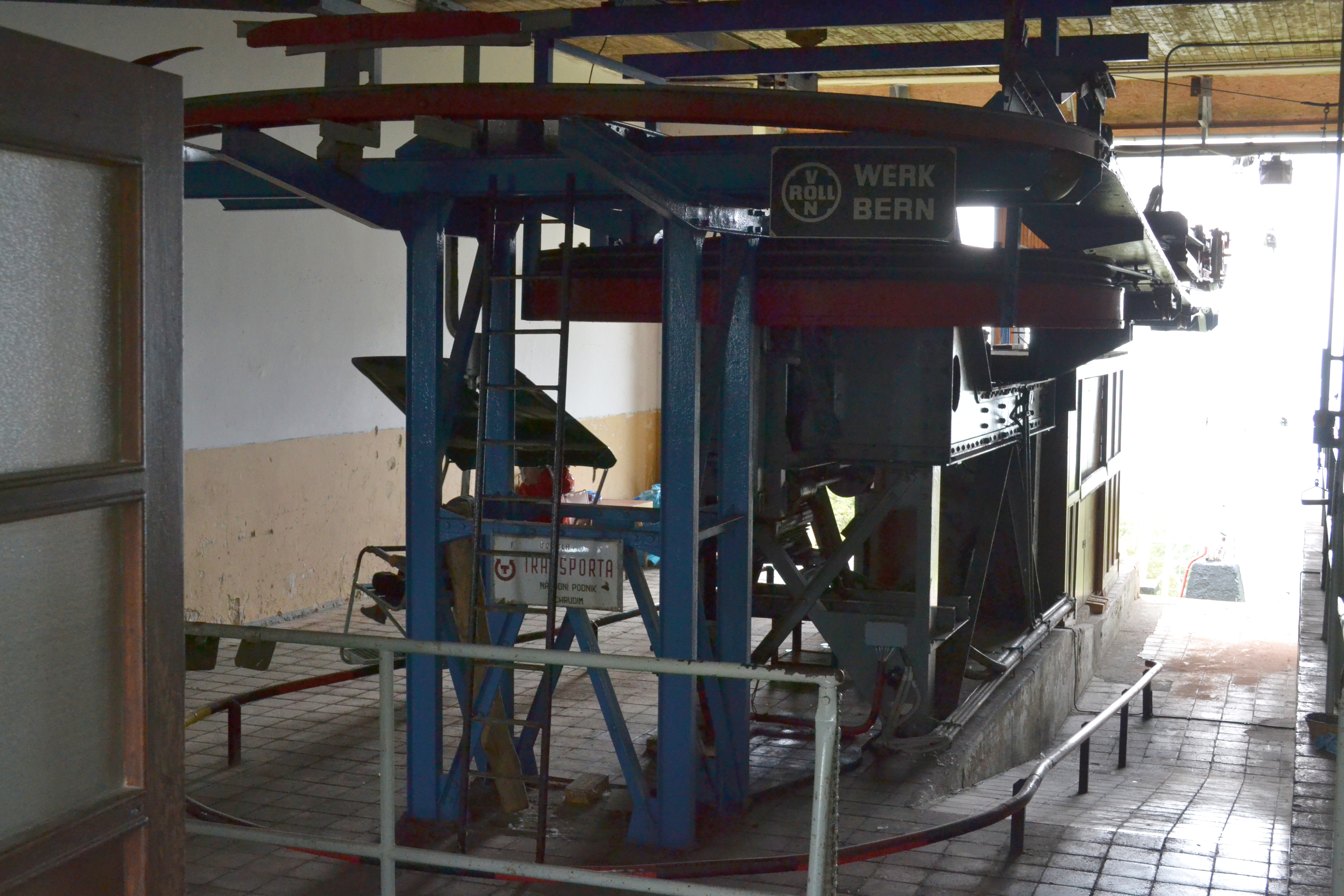
Stanice Komáří vížka
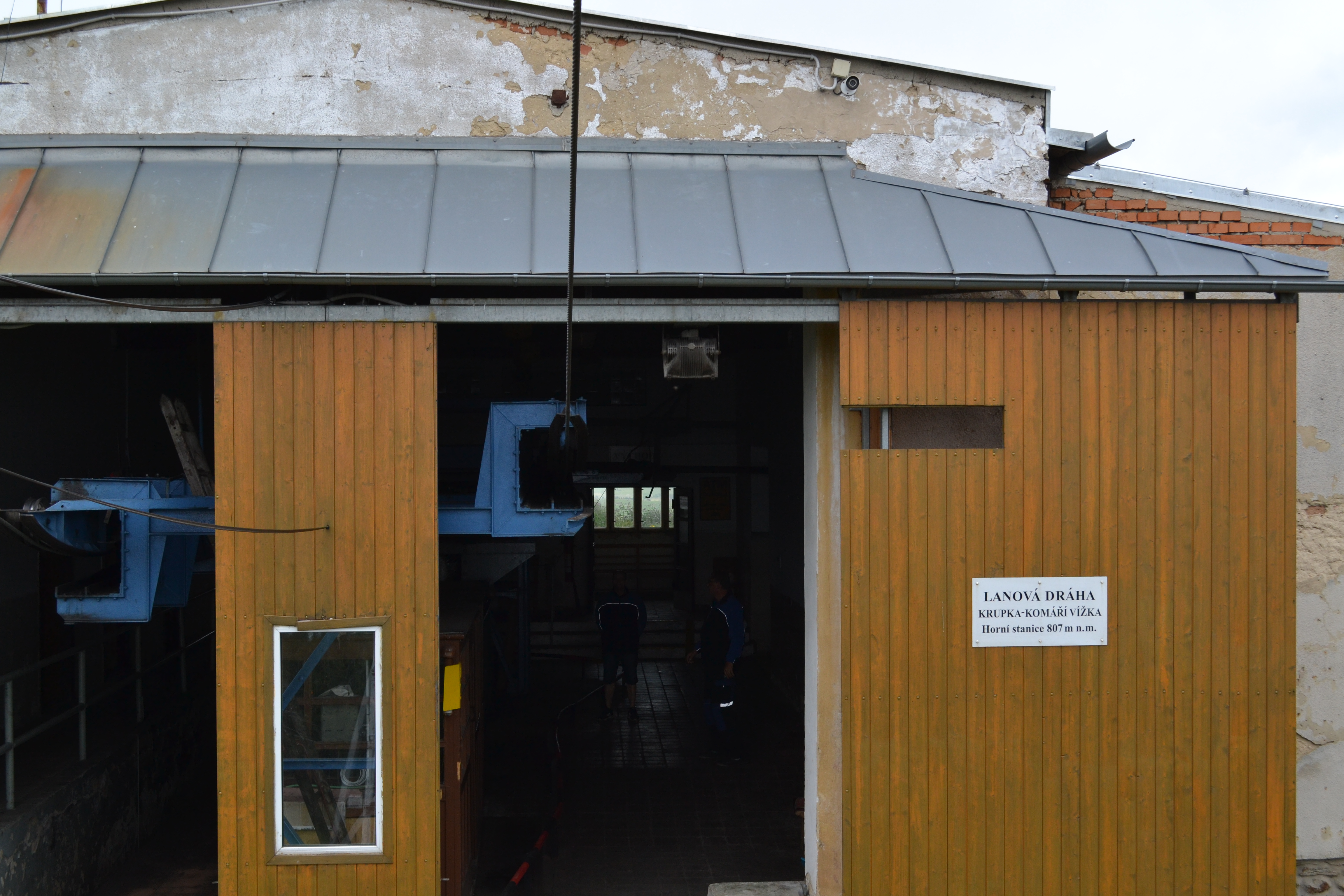
Stanice Komáří vížka
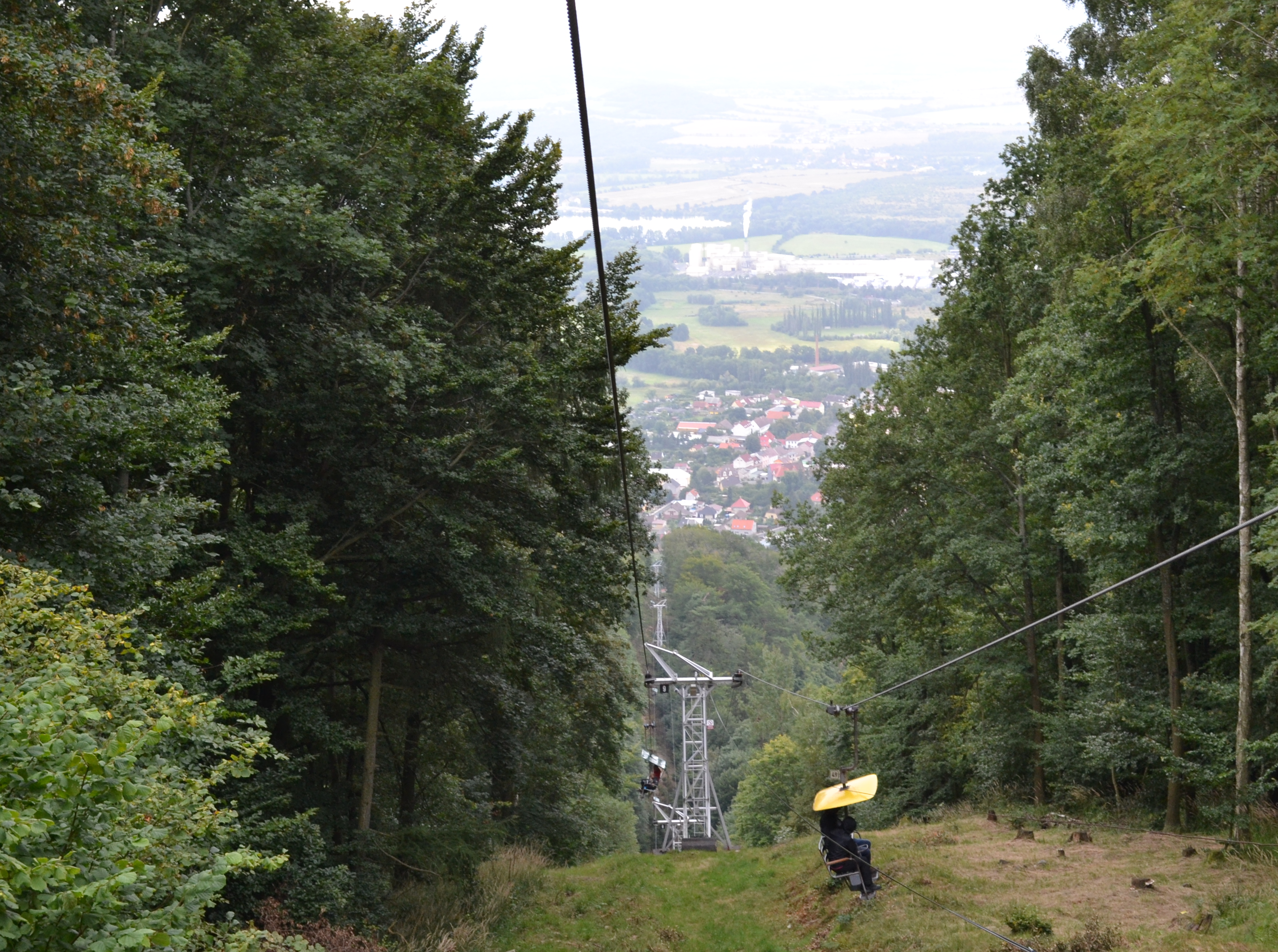
Pohled ke Krupce
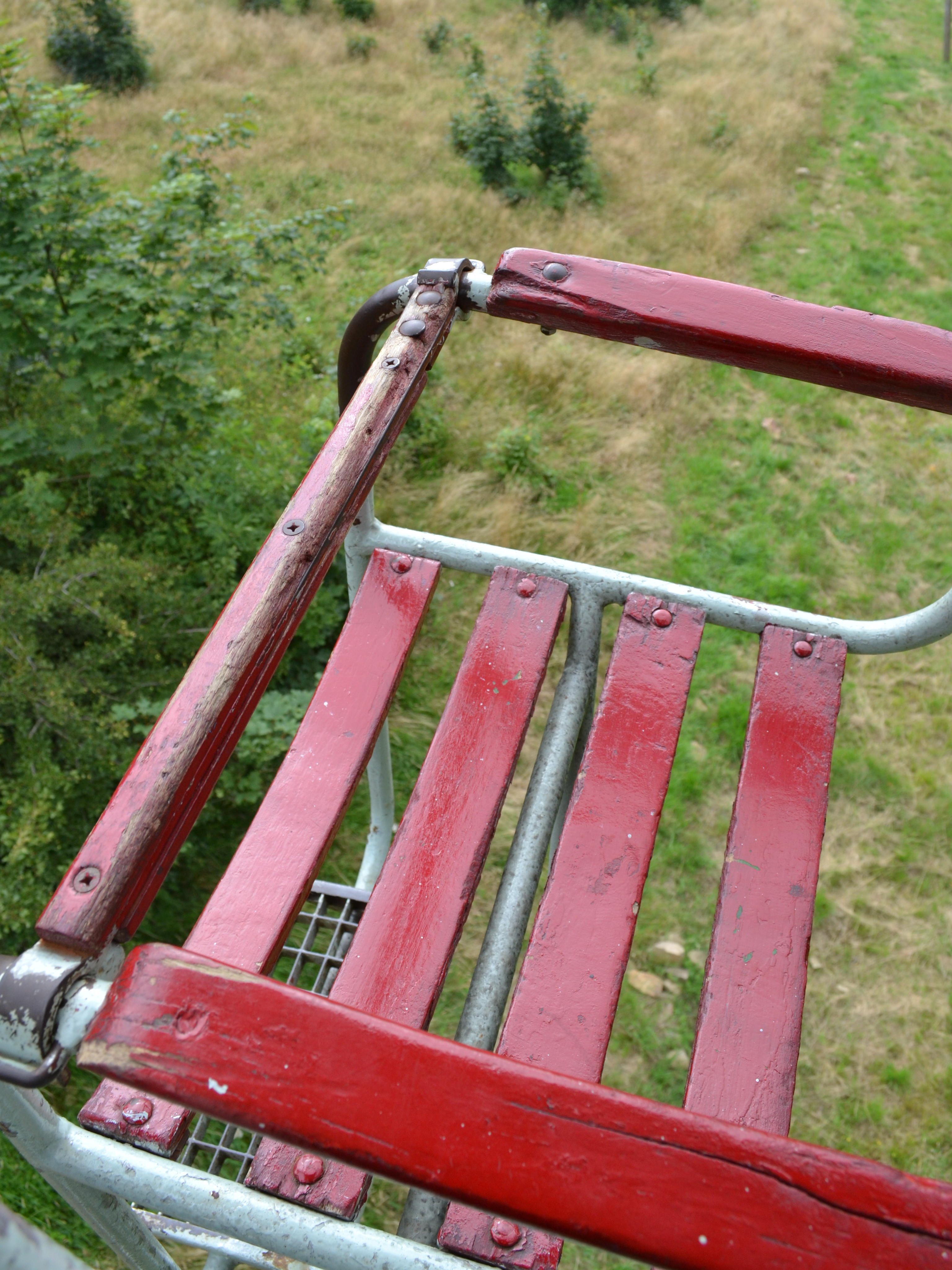
Sedačka lanovky, stav 2021